# Altuğ
Altuğ ist ein türkischer männlicher Vorname und Familienname mit der Bedeutung „roter Stab“.

## Namensträger

### Vorname
- Altuğ Taner Akçam (* 1953), türkischer Historiker, Soziologe und Autor
- Altuğ Çelikbilek (* 1996), türkischer Tennisspieler
- Hüseyin Altuğ Taş (* 1996), türkischer Fußballspieler
- Altuğ Ünlü (* 1965), deutscher Komponist türkischer Herkunft

### Familienname
- Barbaros Altuğ (* 1972), türkischer Schriftsteller, Journalist und Literaturagent
- Emre Altuğ (* 1970), türkischer Popsänger und Schauspieler
- İrem Altuğ (* 1980), türkische Schauspielerin und Autorin
- Ömer Altuğ (Musiker) (1907–1965), türkischer Musiker
- Ömer Altuğ (Diplomat) (* 1947), türkischer Diplomat und Botschafter
- Şevket Altuğ (* 1943), türkischer Schauspieler
- Tuğçe Altuğ (* 1987), türkische Schauspielerin
- Turgut Altuğ (* 1965), türkisch-deutscher Politiker